# Чеџу (острво)
Чеџу (кореј. 제주도, Jeju-do) суптропско је и вулканско острво које се налази јужно од Корејског полуострва. То је највеће острво Јужне Кореје. Површина му је 1.848.85 км². По подацима из 2011. на њему живи 577.187 људи.

## Историја

### Рана историја
Према легенди, три Деми-Бога изашла су из Самсунг-хила, који је речено да је на северним падинама планине Халасан, и постали родоначелници Краљевине Тамна. 
 Такође, легенда тврди да су да су три брата укључујући и "Ко-Хуа", који су били петнаести потомци Коула, једног од родоначелника Чеџу народа, примио од стране суда Силу, док је у то вријеме име "Тамна" било званично признато. Међутим, нема конкретних доказа о томе када су се "три имена" појавила, нити тачан датум када су "Ко-ху" и његова браћа примили Силу. Претпоставља се да су "три имена" дошла за вријеме периода три краљевства (Гогурјео, Бакје и Сила) на копно Кореје.

Таејо, оснивач Горјеа, покушао је да успостави исти однос измађу Горјеа и Тамне, какав су имали Тамна и Сила. Тамна је одбио да прихвати ову позицију, а Горјео је послао трупе да присиле Тамну да то прихвати. Ко-Ја Гион, шеф Тамне, прихватио је Горјеов захтјев 938. и послао свог сина, принца Малу, на суд Горјео као де факто таоца.

### Новија историја
Острво је вулканског поријекла о чему свједочи вулкан Халсан са око 360 околних угашених вулкана. Вулкан је посљедњи пут био активан прије 8 вијекова. На врху те највише планине у Јужној Кореји је језеро настало прије око 2500 година, а по ободу су бројни тунели, пролази и пећине којима је некада куљала лава.

## Географија
Острво се састоји од вулканског материјала. Њим доминира врх Халасан који је висок 1950 метара и тиме је највиши врх Јужне Кореје. Пречник острва (исток-запад) је дугачак 73 км, док је пречник од сјевера ка југу дугачак 41 км. 
 Острво је у потпуности направљено од вулканских ерупција пре око 2 милиона година. Ерупција се десила у Кенозоичко доба. Зиме на острву су суве, а љета топла, влажна и кишовита.
 У угашеном кратеру овога вулкана налази се кратерско језеро, а област око њега је национални парк.
 12% (224 квадратна километра) заузима Готјавалова шума. Та област је остала нетакнута до 21. века. Та област је остала тако дуго због јединствене екологије. Шума је такође и главни извор воде, јер кишница пада у пукотине земље, у лаву. Готјавалову шуму сматра важном мочваром међународна Рамсарска конвенција по неким истраживањима, јер је станиште јединствених биљних врста и представља главни извор воде за пола милиона становника.
Стотине вулканских брежуљака и тунели које је створила лава дају овом острву јединствени крајолик. 
Административно, Чеџу је постала засебна провинција 1946. До тада је била део провинције Џеоланам. Чеџу је најмања провинција у земљи. Од 2006. има статус посебне аутономне провинције.